# Deutsche Basketballnationalmannschaft (U-18-Juniorinnen)
Die deutsche Basketballmannschaft der U-18-Juniorinnen ist die nationale Auswahl Deutschlands der weiblichen Jugend bis 18 Jahren im Basketball. Diese tritt bei internationalen Titelkämpfen für den Deutschen Basketball Bund (DBB) an und wird derzeit von Stefan Mienack trainiert.

## Geschichte
Die beste Platzierung bei einer internationalen Meisterschaft für den DBB vor der Wiedervereinigung war der achte Platz bei der U-19-Juniorinnen-Europameisterschaft (EM) 1986 in Perugia, den eine Auswahl mit unter anderen Heike Roth erzielen konnte. Für eine Jugendauswahl des DBV der DDR ist in den Online-Archiven nur eine Teilnahme verzeichnet; bei der Juniorinnen-Europameisterschaft 1965 landete die DBV-Auswahl auf dem neunten Platz zwei Plätze vor der sieglosen DBB-Auswahl auf dem letzten Platz. Den achten Platz der DBB-Auswahl 1986 konnte zehn Jahre später 1996 eine Auswahl im wiedervereinigten Verband um Linda Fröhlich bestätigen. Vier Jahre später im Jahr 2000 erreichte bei der U-18-EM in Cetniewo eine Auswahl mit unter anderen Martina Weber und Alexandra Müller gar einen siebten Platz. Anschließend holte die U-18-Auswahl bei Turnieren der FIBA Europa nur zweistellige Platzierungen, bevor man 2007 als Vorletzte aus der Division A der 16 besten europäischen Auswahlen abstieg. 
Den Turniersieg in der Division B und Wiederaufstieg erreichte erst zehn Jahre später im Jahr 2017 eine Auswahl, die zur Hälfte schon aus dem Jahrgang 2000 bestand, der ein Jahr zuvor Vizeeuropameister als U-16-Auswahl geworden war. Als Aufsteiger konnte der Jahrgang 2000/01 bei der Rückkehr in den Kreis der besten Auswahlen Europas erstmals für den DBB einen Europameisterschaftstitel im Nachwuchsbereich erringen. Beim Turnier in Udine 2018 konnte eine Auswahl um unter anderen Luisa Geiselsöder, Leonie Fiebich und Emily Bessoir beim 67:54-Finalsieg gegen die spanische Juniorinnen auch eine Verletzung von Turnier-MVP Nyara Sabally nicht aufhalten, die in der Auswahl der fünf besten Turnierspielerinnen von der Endspiel-Topscorerin Leonie Fiebich ergänzt wurde.

## Platzierungen bei Europameisterschaften
Division A
| - . Platz: 2018 - 7. Platz: 2000 - 8. Platz: 1986, 1996, 2015 - 9. Platz: 2005 (DBV: 1965) | - 10. Platz: 1973, 1983, 1984, 1990 - 11. Platz: 1965, 1967, 1969, 1975 - 12. Platz: 1988, 2004, 2006 - 15. Platz: 2007 |

## Medaillengewinnerinnen
| Spieler | Spieler            | Spieler           | Spieler | Spieler | Spieler  | Spieler                     |
| Nr.     | Name               | Geburt            | Größe   | Info    | Einsätze | Verein                      |
| ------- | ------------------ | ----------------- | ------- | ------- | -------- | --------------------------- |
|         |                    | Guards (PG, SG)   |         |         |          |                             |
| 5       | Jessika Schiffer   | 28.09.2000        | 172 cm  |         |          | TG Sharks Würzburg          |
| 9       | Julia Förner       | 07.01.2001        | 179 cm  |         |          | DJK Don Bosco Bamberg       |
| 10      | Jenny Strozyk      | 25.02.2000        | 165 cm  |         |          | Osnabrücker SC              |
| 11      | Nina Rosemeyer     | 13.05.2001        | 185 cm  |         |          | Wolfpack Wolfenbüttel       |
| 18      | Meret Kleine-Beek  | 04.01.2001        | 186 cm  |         |          | TuS Lichterfelde Basketball |
|         |                    | Forwards (SF, PF) |         |         |          |                             |
| 12      | Emily Bessoir      | 19.11.2001        | 192 cm  |         |          | TS Jahn München             |
| 13      | Leonie Fiebich     | 10.01.2000        | 189 cm  |         |          | TS Jahn München             |
| 14      | Magdalena Landwehr | 15.03.2001        | 180 cm  |         |          | DJK Don Bosco Bamberg       |
| 16      | Helena Eckerle     | 10.05.2000        | 180 cm  |         |          | Saarlouis Royals            |
| 17      | Eléa Gaba          | 01.02.2001        | 187 cm  |         |          | ChemCats Chemnitz           |
|         |                    | Center (C)        |         |         |          |                             |
| 8       | Nyara Sabally      | 26.02.2000        | 187 cm  |         |          | TuS Lichterfelde            |
| 15      | Luisa Geiselsöder  | 10.02.2000        | 190 cm  |         |          | TH Wohnbau Angels           |

| Trainer     | Trainer           | Trainer            |
| Nat.        | Name              | Position           |
| ----------- | ----------------- | ------------------ |
| Deutschland | Stefan Mienack    | Cheftrainer        |
| Deutschland | Aleksandra Heuser | Trainerassistentin |

| Legende            | Legende            |
| Abk.               | Bedeutung          |
| ------------------ | ------------------ |
| (C)                | Mannschaftskapitän |
| Quellen            |                    |
| Teamhomepage       |                    |
| Ligahomepage       |                    |
| Stand: August 2018 |                    |

| Legende            | Legende            |
| Abk.               | Bedeutung          |
| ------------------ | ------------------ |
| (C)                | Mannschaftskapitän |
| Quellen            |                    |
| Teamhomepage       |                    |
| Ligahomepage       |                    |
| Stand: August 2018 |                    |